# Jodmethyljodid zinečnatý
Jodmethyljodid zinečnatý je organická sloučenina využívaná jako aktivní reaktant při Simmonsově–Smithově reakci; například jodmethyljodid zinečnatý vytvořený in situ z dijodmethanu a slitiny zinku a mědi reaguje s cyklohexenem za vzniku norkaranu (bicyklo[4.1.0]heptanu).
Získat jej lze také z diazomethanu a jodidu zinečnatého nebo reakcí dijodmethanu s diethylzinkem.